# Nando Murrau
Il Nando Murrau è un traghetto appartenente alla compagnia di navigazione Delcomar.

## Servizio
Varato il 4 novembre 1986 nei cantieri navali inglesi Cochrane Yard di Selby con il nome di St. Cecilia e consegnato nel marzo del 1987 alla Sealink UK Ltd, giunge per la prima volta a Portsmouth il 18 marzo, eseguendo una minicrociera il 23 marzo ed entrando in servizio sulla Portsmouth-Fishbourne a partire dal 27 marzo.
Il 7 novembre 1990 viene acquistato dalla Wightlink Ltd.

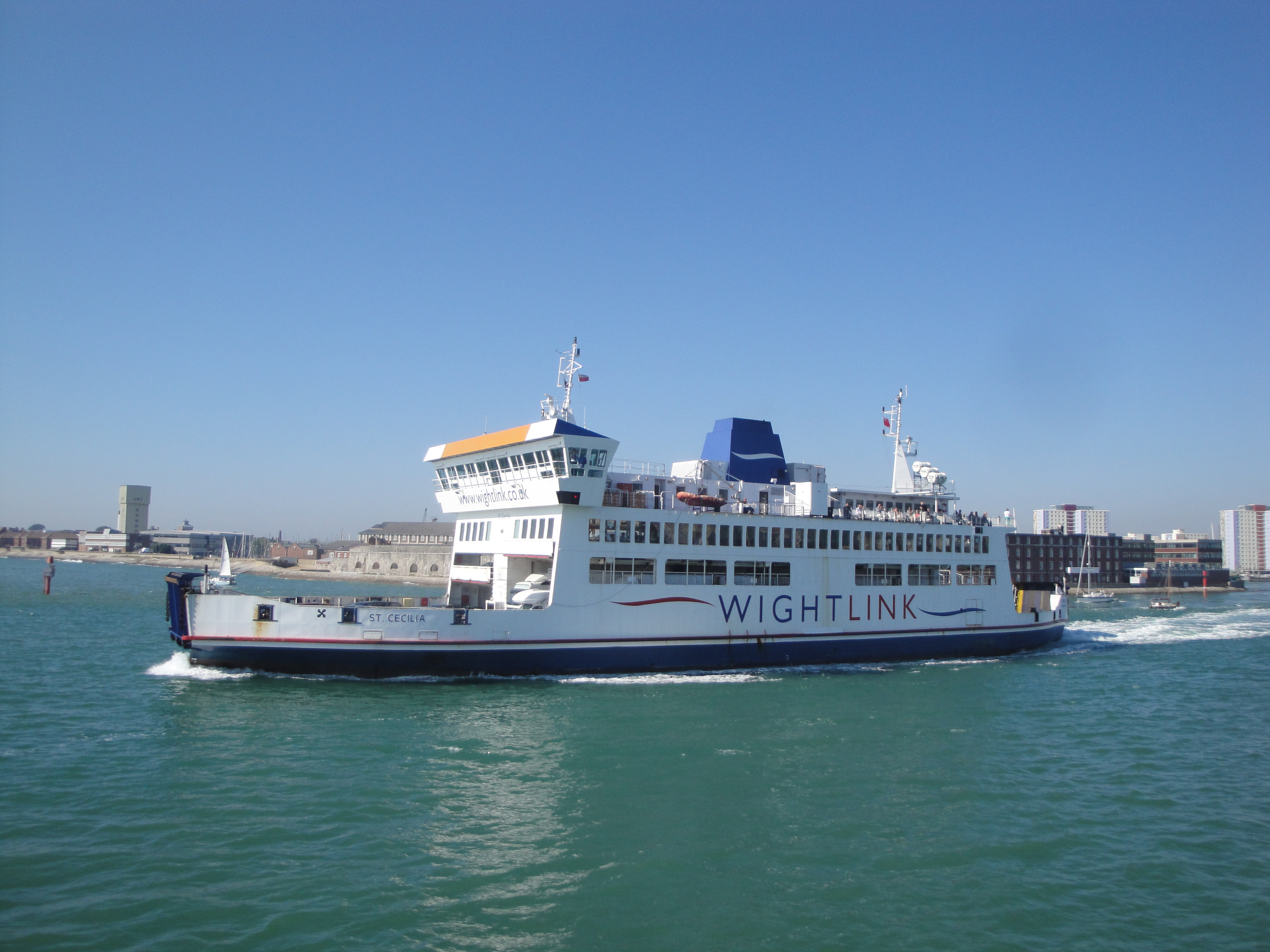
Il St. Cecilia in partenza da Portsmouth.

Nel gennaio del 2019 viene venduto all'italiana Delcomar, partendo per l'Italia una volta terminato il servizio per il vecchio armatore il 25 gennaio.
Nell'aprile del 2019 viene ribattezzato Nando Murrau ed issa bandiera italiana, entrando in servizio tra Portovesme e Carloforte.

## Navi gemelle
- GB Conte
- Anna Mur